# اسید جاز
اسید جاز یا اسید جَز (به انگلیسی: Acid jazz) که با نام کلاب جَز (به انگلیسی: Club jazz) نیز شناخته شده‌است، یک سبک موسیقی است که از آمیختن عناصر سبک‌های جاز، سول، فانک، دیسکو و هیپ هاپ به وجود آمده است. اسید جز ریشه در باشگاه‌های لندن در اواسط دههٔ ۱۹۸۰ و جنبش «گرووِ کمیاب» دارد که به ایالات متحده، اروپای شرقی و برزیل نیز گسترش پیدا کرد. جنبش‌های بزرگ این سبک شامل برند نیو هویز، اینکاگنیتو و یواس ۳ از بریتانیا و ترایب کلد کوئست، باکشات لوفانک و دیجیتال پلنتز از ایالات متحده بود. برخاستن موسیقی باشگاهی الکترونیک در اواسط تا اواخر دههٔ ۱۹۹۰ باعث کاهش علاقه به اسید جز شد و نهایتاً در قرن ۲۱ این جنبش به عنوان یک سبک موسیقی بسیار کمرنگ شد. بسیاری از آثاری که ممکن است با عنوان اسید جز از آن‌ها یاد شده باشد، امروزه در قالب جز فانک، نیو سول یا جز رپ دیده می‌شوند.

## هنرمندان قابل اشاره
- جمیروکوای
- تیوری کورپوریشین
- کوپ
- زیرو ۷